# Siège de Carthagène des Indes (1820-1821)
Pour les articles homonymes, voir Bataille de Carthagène.
Campagne fluviale et navale durant l'indépendance colombienne
(Guerre d'indépendance de la Colombie)
Batailles
m
- Chorros Blancos
- Riohacha
- Ciénaga (es)
- Carthagène des Indes

Le siège de Carthagène des Indes est un affrontement militaire mené entre 1820 et 1821 dans le contexte de la guerre d'indépendance de la Colombie entre les patriotes colombiens et les royalistes, débouchant sur la victoire des premiers. Il s'agit du plus important siège subi par la ville de Carthagène des Indes au cours de son histoire.

## Contexte
Durant les mois précédents, depuis la victoire de Boyacá, l'armée de Simón Bolívar avance le long du río Magdalena depuis Bogota vers la région Caraïbe, s'appropriant diverses places fortes jusqu'à ce que seule Carthagène des Indes reste aux mains des forces royalistes avec une garnison solidement établie. Les principales menaces se trouvent au nord et au sud : 2 000 royalistes au Venezuela, 2 000 à Carthagène dominant les deltas des ríos Cauca et Magdalena et 3000 à San Juan de Pasto. Les républicains ont 3 000 soldats en Apure, principalement des cavaliers llaneros, 2 500 dans l'Armée du Nord et 2 000 campant à Popayán ou en garnison dans le Cundinamarca.

## Déroulement
Le siège commence le 14 juillet 1820, quand le colonel vénézuélien Mariano Montilla encercle la ville. La guarnison est dirigée par le gouverneur et général español Gabriel Ceferino de Torres y Velasco, le vice-roi Juan de Sámano et le colonel Francisco de Paula Warleta y Franco. Les espagnols peuvent toujours communiquer par la mer et sont soutenus par les villages environnants, ce qui limite les problèmes d'approvisionnement à cause de l'absence de la flotte de l'amiral José Prudencio Padilla, qui est occupée à conquérir Riohacha (12 mars) et Santa Marta (11 novembre). Le général Torres y Velasco demande à négocier, mais Montilla refuse de le rencontrer. Par la suite il écrit à Bolívar, mais celui-ci refuse également de parler. Le général, croyant Bolívar à Barranquilla, décide de forcer le siège avec le régiment León pour le capturer. Ainsi 420 fantassins et 60 artilleurs embarquent dans la nuit du 1er au 2 septembre à Cospique et surprennent à Bellavista les 1 000 patriotes du colonel Ramón Ayala. Les royalistes subissent 125 morts et 50 blessés et sont forcés de retourner à Carthagène. Leur mission était vaine, Bolívar étant en sécurité à Mahates.
Pendant ce temps, Bolívar et le commandant général espagnol de la côte caribéenne, Pablo Morillo, négocient un accord (sur ordre du gouvernement madrilène du Triennat libéral). Le 25 novembre ils signent le traité d'armistice et de régularisation de la guerre à Trujillo, qui dure jusqu'au 28 avril 1821, quand les deux parties décident de rouvrir les hostilités. Les patriotes profitent de la pause pour affermir leurs positions, promouvoir les défections dans les rangs royalistes, promouvoir une révolution à Maracaibo (en violation de l'accord) et transférer la flotte de Padilla face à Carthagène, bloquant le port avec 40 navires en janvier.

## Capitulation
Le 24 juin 1821, durant la fête de la Saint-Jean, Padilla attaque la flotte royaliste dans la baie de las Ánimas, près de l'actuel quai de Los Pegasos, capturant 11 navires ennemis avec leur armement. Après cela, le sort de la garnison est scellé. Sámano réussit à s'échapper par la mer vers Panama. Torres y Velasco est contraint de capituler devant le général Montilla le 10 octobre, offrant les clefs de la dernière forteresse royaliste de la côte Caraïbe colombienne.
À La Havane, le général Torres y Velasco subit un procès judiciaire entre 1824 et 1827 pour sa capitulation.